# Mirocastnia pyrrhopygoides
Mirocastnia pyrrhopygoides is een vlinder uit de familie Castniidae. De wetenschappelijke naam van de soort is, als Castnia pyrrhopygoides, voor het eerst geldig gepubliceerd in 1917 door Constant Vincent Houlbert.
De soort komt voor in het Neotropisch gebied.

## Andere combinaties
- Castnia pyrrhopygoides Houlbert, 1917
- Hista pyrrhopygoides (Houlbert, 1917)

## Synoniemen
- Castnia subcoerulea Rothschild, 1919